# Unione franco-britannica

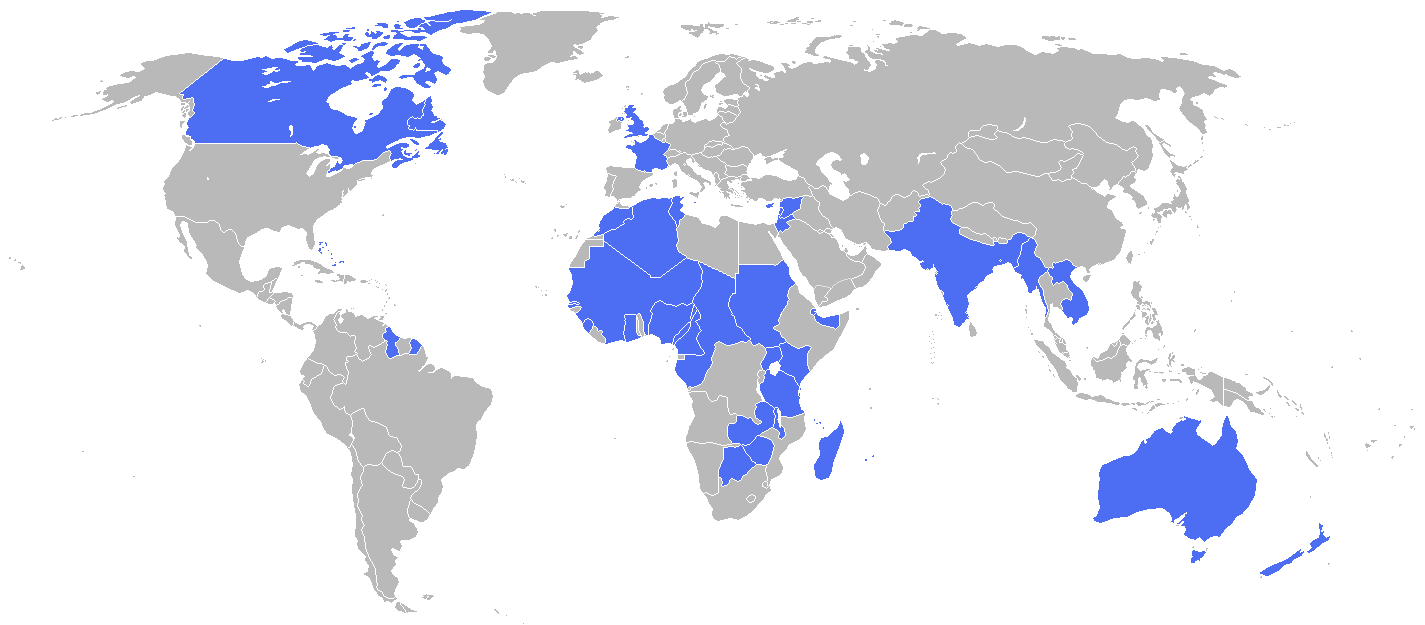
Mappa dell'Unione franco-britannica proposta nel 1940

L'Unione franco-britannica è un progetto di unione politica fra il Regno Unito e la Repubblica francese. L'idea fu proposta in alcuni periodi di crisi del XX secolo e possiede una serie di precedenti storici.

## Unioni storiche

### Inghilterra e Francia
Dall'epoca della Conquista normanna, quando il Duca di Normandia divenne re d'Inghilterra mantenendo vincoli feudali con la corona francese, stretti legami intercorrono tra le due nazioni. Tuttavia, il rapporto instaurato nel 1066 non fu mai stabile e corrispose alla debolezza del regno di Francia. Fino al 1214 infatti il re d'Inghilterra detenne vasti possedimenti feudali nel nord della Francia, unendo al ducato di Normandia le contee di Maine, Angiò, Turenna e il Ducato di Bretagna. Dal 1154 era anche Duca d'Aquitania (o Guienna), Poitou, Guascogna e altri territori dipendenti dall'Aquitania. Controllava perciò oltre metà del regno francese (il cosiddetto Impero angioino), sebbene formalmente fosse vassallo del re di Francia. Il centro di gravità di questo composito regno venne a trovarsi per lo più a sud della Manica: quattro dei sette re posteriori alla Conquista normanna erano francesi di nascita e di madrelingua. Nei secoli a venire i reali e i nobili inglesi studiarono il francese, oltre all'inglese. Sotto certi aspetti, l'Inghilterra appariva una provincia periferica della Francia: lo stesso diritto inglese assunse una forte impronta francese, mentre la lingua si imbeveva di francesismi.
L'anomalia venne a cessare dopo la battaglia di Bouvines (1214), quando Filippo Augusto sottrasse a Giovanni Senzaterra i feudi della Francia settentrionale. Nel caos che ne seguì alcuni baroni inglesi ribelli offrirono il trono (1216-1217) al principe ereditario Luigi, che partì alla conquista dell'Inghilterra, restando però sconfitto. Dei loro possedimenti d'oltremanica gli inglesi riuscirono tutto sommato a mantenere la Guienna, di estensione ormai ridotta ma di uguale importanza strategica: la regione costituì una base d'attacco quando nel 1337 riesplose la guerra fra i due paesi. Dal 1340 al 1360 e dal 1369 in avanti il sovrano inglese assunse fra i propri titoli quello di Re di Francia; nonostante la generale prevalenza degli inglesi nel conflitto, però, nessun vero tentativo di concretizzare la pretesa ebbe luogo fino all'invasione attuata da Enrico V nel 1415. Verso il 1420 l'Inghilterra controllava il nord della Francia (inclusa la capitale) per la prima volta da duecento anni. Carlo VI fu costretto a diseredare il Delfino in favore del re inglese; ma poiché questi gli premorì (per pochi mesi) la corona passò al figlio di lui Enrico VI, primo sovrano nella cui persona i due regni furono uniti (1422) realizzando per la prima e unica volta un'autentica unione politica dei due paesi.
Nel frattempo però i partigiani del Delfino, che detenevano parte della Francia meridionale, si riorganizzarono, contrattaccarono (1429), e riuscirono infine ad incoronare Carlo VII ponendo termine alla breve unione. Il conflitto anglo-francese proseguì per altri vent'anni, finché nel 1453 gli inglesi furono definitivamente espulsi dal continente (con la sola eccezione di Calais che mantennero fino al 1558). L'Inghilterra possedette anche brevemente la città di Dunkerque nel 1658-1662. Fino al 1801 i re inglesi e britannici usarono ancora l'appellativo di Re di Francia, sebbene ormai solo per consuetudine e senza significato di rivendicazione; anche gli Stuart, esclusi dal potere nel 1688, mantennero il titolo - ormai velleitario come tutte le altre loro pretese - fino all'estinzione del casato nel 1807.

### Scozia e Francia
La cultura normanna o francese prese piede per la prima volta in Scozia durante la Rivoluzione Davidiana, quando re Davide I introdusse innovazioni di stampo continentale in tutti gli aspetti sociali, religiosi, economici e amministrativi della vita scozzese. Favorì inoltre l'ingresso in Scozia di personalità francesi e anglo-francesi. In questo modo riuscì effettivamente a creare un'aristocrazia franco-scozzese legata alla nobiltà di Francia e Inghilterra. Dalle guerre di indipendenza scozzesi Francia e Scozia, nemiche comuni dell'Inghilterra e dei regnanti Plantageneti, iniziarono a disporre di una relazione diplomatica più stretta garantita dalla Auld Alliance (1295-1560). Dal basso medioevo agli inizi dell'evo moderno la Scozia e i suoi burghs beneficiarono inoltre di stretti legami economici e commerciali con la Francia, in aggiunta ai preesistenti rapporti con i Paesi Bassi, la Scandinavia e il Baltico.
La prima e unica opportunità di unione dinastica si affacciò nel XVI secolo, quando re Giacomo V, per due volte, prese in moglie donne francesi. Alla morte di Giacomo nel 1542 salì al trono la figlia Maria Stuarda, e la Scozia fu governata da una nobildonna francese in qualità di reggente. Ella ottenne di dare in sposa Maria al Delfino Francesco II, che divenne così simbolicamente re di Scozia. Quando egli ascese al trono di Francia (1559) i due paesi si trovarono sperimentalmente congiunti in una sorta di unione personale. Se Francesco fosse vissuto fino ad avere un figlio da Maria, l'erede sarebbe stato re di entrambe le nazioni, e in seguito anche d'Inghilterra; ma il sovrano morì l'anno seguente e Maria fece ritorno in un paese in preda alla ribellione politica e alla rivoluzione religiosa, ciò che rese impossibile il mantenimento dell'alleanza.
Rimasero comunque in piedi cordiali relazioni economiche e culturali, anche se nel corso del XVII secolo le istituzioni scozzesi divennero sempre più presbiteriane e spesso in lotta contro il cattolicesimo romano (una realtà in contrasto con l'aggressiva politica filocattolica, interna ed estera, di Luigi XIV). Le relazioni franco-scozzesi furono ulterioriormente indebolite dall'unione con la corona inglese nel 1603, che significò, nonostante l'indipendenza delle due nazioni, la condivisione del potere esecutivo con il regno d'Inghilterra e l'avvicinamento alla politica estera di questa piuttosto che della monarchia francese.

## Progetti moderni

### Entente cordiale (1904)
Nell'aprile del 1904, il Regno Unito e la Terza repubblica francese firmarono una serie di accordi (Entente cordiale) che segnarono la fine di conflitti secolari intermittenti fra le due grandi potenze coloniali, avviando una coesistenza pacifica. Sebbene lo storico francese Fernand Braudel abbia descritto Francia e Regno Unito come una sola unità, i leader politici nazionalisti d'ambo i paesi si trovarono a disagio con l'idea di una simile unione. Insieme l'Impero britannico e l'impero coloniale francese misuravano oltre 45 milioni di Km² e comprendevano quasi 600 milioni di abitanti.

### Seconda guerra mondiale (1940)
Il 16 giugno 1940, durante la seconda guerra mondiale, quando la 1ª armata tedesca supera il Reno nei pressi di Colmar, con l'esercito francese prossimo al collasso nella campagna di Francia, il primo ministro inglese Winston Churchill sottopone al governo francese un'unione politica e un progetto di costituzione federale per istituire organismi comuni di difesa e politica estera, finanziaria ed economica. Era prevista, inoltre, una cittadinanza comune. Il piano era stato elaborato da Jean Monnet, e Desmond Morton, ufficiale britannico e assistente personale di Churchill. Il governo inglese acconsentì, a patto che la flotta francese fosse inviata nei porti britannici. L'idea, sostenuta anche dal generale Charles de Gaulle, non fu messa ai voti, ma con il progredire della discussione era diventato chiaro che la maggioranza dei 24 membri presenti era contraria al piano ed era invece favorevole all'armistizio con i tedeschi. In conseguenza di ciò, il capo del governo Reynaud si dimise e il presidente Lebrun diede l'incarico a Petain di formare un nuovo esecutivo.

### Crisi di Suez (1956)
Nel settembre del 1956, durante la Crisi di Suez, nacque una task force anglo-francese per fronteggiare il nemico comune. Il primo ministro francese Guy Mollet tornò a proporre l'unione fra i due paesi, con cittadinanza comune e la regina d'Inghilterra per capo di stato. In alternativa propose l'adesione della Francia al Commonwealth delle nazioni. Ma il premier britannico Anthony Eden rifiutò ambo le proposte, e la Francia concluse allora il processo di adesione al Trattato di Roma, istitutivo della Comunità Economica Europea, rafforzando il legame con la Germania.

### Frangleterre (2007)
La proposta Mollet, resa pubblica per la prima volta nel Regno Unito il 15 gennaio 2007, grazie a un articolo di Mike Thomson nel sito di BBC News, ricevette reazioni ironiche nei media di entrambi i paesi, anche riguardo al nome infelice di Frangleterre (letteralmente Franghilterra) coniato dalla BBC. L'emittente britannica affermava l'emersione del progetto da materiale appena desecretato, sostenendo che in Francia non esistesse alcun consimile documento d'archivio.
L'indomani, in un programma televisivo della francese LCP, la giornalista Christine Clerc intervistò l'ex ministro dell'interno gollista Charles Pasqua sulla proposta del 1956. Secondo Pasqua, se la richiesta fosse stata ufficializzata Mollet avrebbe subìto un rinvio a giudizio per alto tradimento.